# Lighttpd
Lighttpd är en lättare och snabbare webbserver än något som Apache webbservern. Lighttpd används på ett flertal stora webbsidor såsom Youtube, Meebo och The Pirate Bay.[källa behövs]
Servern används ofta för att visa statiskt material.